# Here & Now (America)
Here & Now è il sedicesimo album in studio del gruppo rock statunitense America, pubblicato nel 2007.
Si tratta di un disco doppio.

## Tracce
Disco 1
1. Chasing the Rainbow (Gerry Beckley) – 3:19
2. Indian Summer (Mark Rozzo, Dewey Bunnell) – 3:26
3. One Chance (Beckley) – 4:27
4. Golden (Jim James) – 4:18
5. Always Love (Matthew Caws, Ira Elliot, Daniel Lorca) – 3:25
6. Ride On (Bunnell, Adam Schlesinger) – 4:02
7. Love and Leaving (Beckley, Bill Mumy) – 3:40
8. Look at Me Now (Beckley) – 4:06
9. This Time (Beckley, Bunnell) – 4:00
10. Work to Do (Schlesinger) – 2:54
11. All I Think About Is You (Beckley) – 2:22
12. Walk in the Woods (Bunnell) – 4:11

Disco 2
1. Ventura Highway (Bunnell) – 3:45
2. Don't Cross the River (Dan Peek) – 2:25
3. Daisy Jane (Beckley) – 3:02
4. I Need You (Beckley) – 2:32
5. Tin Man (Bunnell) – 3:46
6. Muskrat Love (Willis Alan Ramsey) – 3:07
7. Woman Tonight (D. Peek) – 2:28
8. Only in Your Heart (Beckley) – 3:04
9. Lonely People (D. Peek, Catherine Peek) – 2:19
10. Sandman (Bunnell) – 6:23
11. Sister Golden Hair (Beckley) – 3:25
12. A Horse with No Name (Bunnell) – 4:18